# Grand-Rechain
Grand-Rechain is een plaats en deelgemeente van de Belgische gemeente Herve, het was een zelfstandige gemeente tot aan de gemeentelijke herindeling van 1977.
Grand-Rechain ligt in de provincie Luik.

## Etymologie
In 888 werd de plaats Richeim genoemd. Heim is tehuis, Ric is een eigennaam.

## Geschiedenis
In de 13e eeuw was de heerlijkheid Grand-Rechain ondergeschikt aan het Sint-Pieterskapittel te Luik. De heerlijkheid omvatte tot 1797 tevens het grondgebied van Lambermont en Wegnez. In 1648 werd de heerlijkheid gekocht door Jean Christian I de Woestenraedt. De familie De Woestenraedt bleef tot het eind van het ancien régime eigenaar van de heerlijkheid. In de loop van de 19e eeuw stierf de familie uit.
Tot de opheffing van het hertogdom Limburg hoorde Grand-Rechain tot de Limburgse hoogbank Herve. Net als de rest van het hertogdom werd Grand-Rechain bij de annexatie van de Zuidelijke Nederlanden door de Franse Republiek in 1795 opgenomen in het toen gevormde departement Ourthe.

## Demografische ontwikkeling
- Bronnen:NIS, Opm:1831 tot en met 1970=volkstellingen; 1976 = inwoneraantal op 31 december

## Bezienswaardigheden
- Sint-Pieterskerk
- Ancienne Halle

## Natuur en landschap
Grand-Rechain ligt in het Land van Herve op een hoogte van ongeveer 277 meter. De omgeving is landelijk en loopt naar het zuiden toe langzaam af naar de vallei van de Vesder. Het beekje de Bola stroomt via de Ruisseau de Hazienne in zuidwestelijke richting naar de Vesder.

## Nabijgelegen kernen
Soiron, Xhendelesse, Bruyères, Petit-Rechain, Lambermont
Deelgemeente: Battice · Bolland · Charneux · Chaineux · Grand-Rechain · Herve · Julémont · Xhendelesse

Overige kernen: Asse · Bellefontaine · Bruyères · Gurné · Holliguette · Hubertfays · José · Les Fawes · Manaihant · Noblehaye  · Renouprez · Sauvenière · Xhéneumont

Belgische gemeenten · arrondissement Verviers · provincie Luik · Wallonië